# Wassily Leontief
Wassily Leontief (ros. Василий Васильевич Леонтьев, Wasilij Wasiljewicz Leontjew, ur. 5 sierpnia 1905 w Monachium, zm. 5 lutego 1999 w Nowym Jorku) – amerykański ekonomista pochodzenia rosyjskiego.

## Życiorys
Wychowany w Petersburgu, w 1921 r. rozpoczął studia na Uniwersytecie Leningradzkim. Szykanowany i kilkakrotnie aresztowany za poglądy antykomunistyczne, zdołał w 1925 roku wyjechać ze Związku Radzieckiego. W Berlinie studiował dalej ekonomię, uzyskując w 1928 roku doktorat za pracę poświęconą zagadnieniom makroekonomicznym. W latach 1927–1930 pracował w Instytucie Gospodarki Światowej przy Uniwersytecie Chrystiana Albrechta w Kilonii. W 1929 roku pracował jako doradca chińskiego ministerstwa kolei. W 1931 roku wyjechał do USA i w następnym roku podjął pracę na wydziale ekonomii Harvard University, gdzie w 1946 roku został profesorem, kontynuując tam karierę naukową do 1975 roku. W 1975 roku przeniósł się na New York University.
Zajmował się analizą nakładów i wyników produkcji (opracował tzw. macierze przepływów międzygałęziowych) – dopiero w dobie komputerów analiza ta uzyskała praktyczne znaczenie dla gospodarki. Istotnym wynikiem prac Leontiefa było także postulowanie tzw. paradoksu Leontiefa, głoszącego, że amerykański eksport jest pracochłonny, a import kapitałochłonny, co pociągnęło za sobą liczne prace dążące do wyjaśnienia tego zjawiska.
W 1973 r. otrzymał Nagrodę Banku Szwecji im. Alfreda Nobla w dziedzinie ekonomii za opracowanie tzw. analizy przepływów międzygałęziowych.
Oprócz tego został wyróżniony wieloma odznaczeniami i tytułami doktora honoris causa uczelni ekonomicznych. Był też członkiem kilkudziesięciu towarzystw naukowych. W okresie gorbaczowowskiej pieriestrojki został zagranicznym członkiem radzieckiej Akademii Nauk (1988). W 1968 został odznaczony Legią Honorową IV klasy.
Zmarł w wieku 93 lat w Nowym Jorku.

## Wybrane publikacje
- 1941: Structure of the American Economy, 1919-1929
- 1953: Studies in the Structure of the American Economy
- 1966: Input-Output Economics
- 1966: Essays in Economics
- 1977: Essays in Economics, II
- 1977: The Future of the World Economy
- 1983: Military Spending: Facts and Figures, Worldwide Implications and Future Outlook (z F. Duchin)
- 1983: The Future of Non-Fuel Minerals in the U. S. And World Economy (z J. Koo, S. Nasar i I. Sohn)
- 1986: The Future Impact of Automation on Workers (z F. Dochin)